# St. Hedwig (Celle)

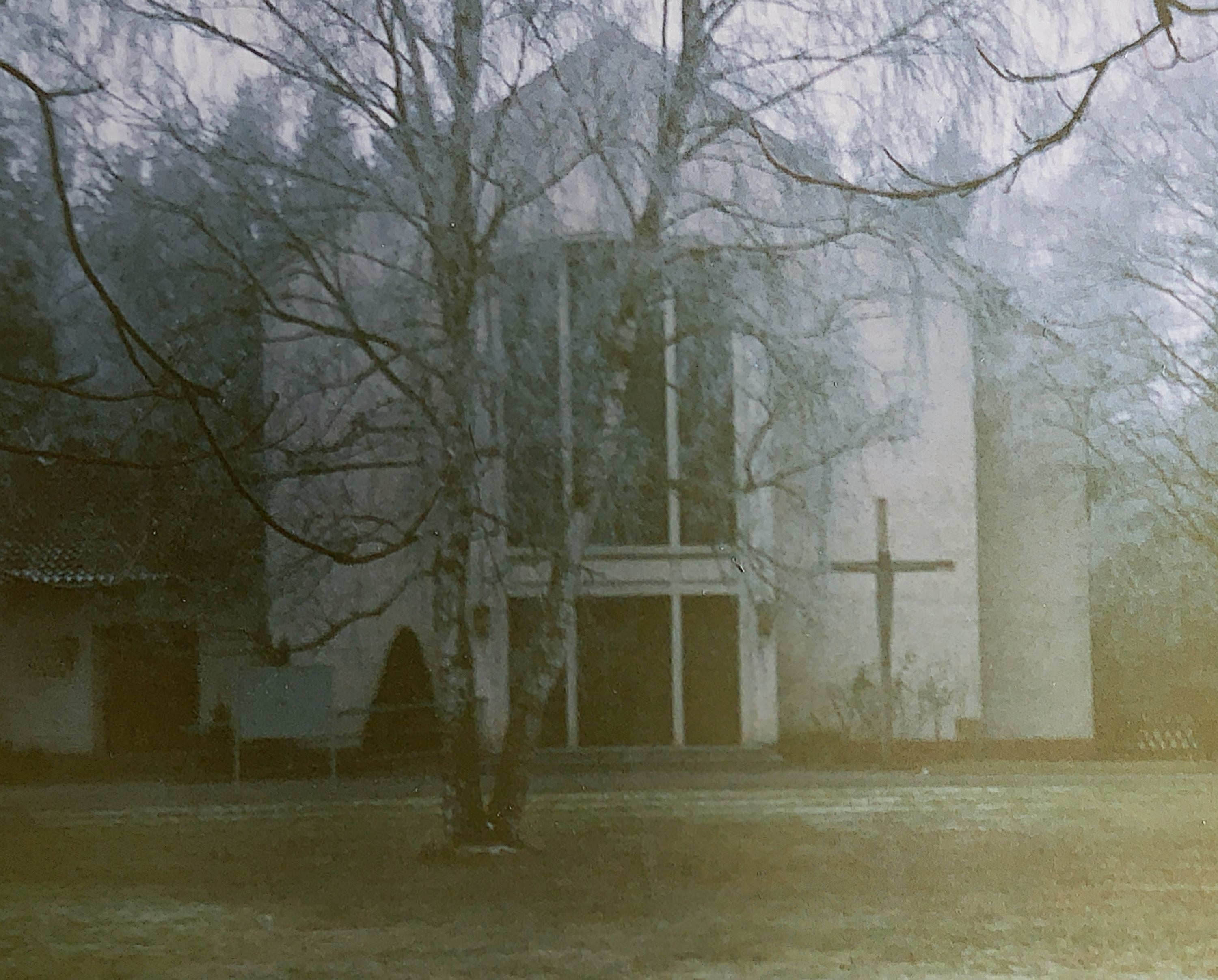
St.-Hedwigs-Kirche

St. Hedwig ist die römisch-katholische Kirche am Waldfriedhof im Celler Stadtteil Neustadt/Heese. 

## Geschichte
Den Bau einer zweiten katholischen Kirche in Celle machte nach dem Zweiten Weltkrieg die große Zahl der Flüchtlinge aus dem Osten erforderlich. Auf die Flucht aus Ostdeutschland verweist auch das Patrozinium St. Hedwig. Am 26. August 1956 wurde die Kirche durch Bischof de Smedt von Brügge geweiht. 
War St. Hedwig anfangs eine Filialkirche der Celler St.-Ludwigs-Kirche, wurde sie 1971 eigenständige Pfarrei. Am 31. Oktober 2006 wurde sie mit den Pfarrgemeinden St. Ludwig, St. Raphael in Lachendorf, St. Marien in Nienhagen und St. Barbara in Wathlingen aufgelöst und am 1. November 2006 zur neuen Großpfarrei St. Ludwig vereint.

## Altarraum

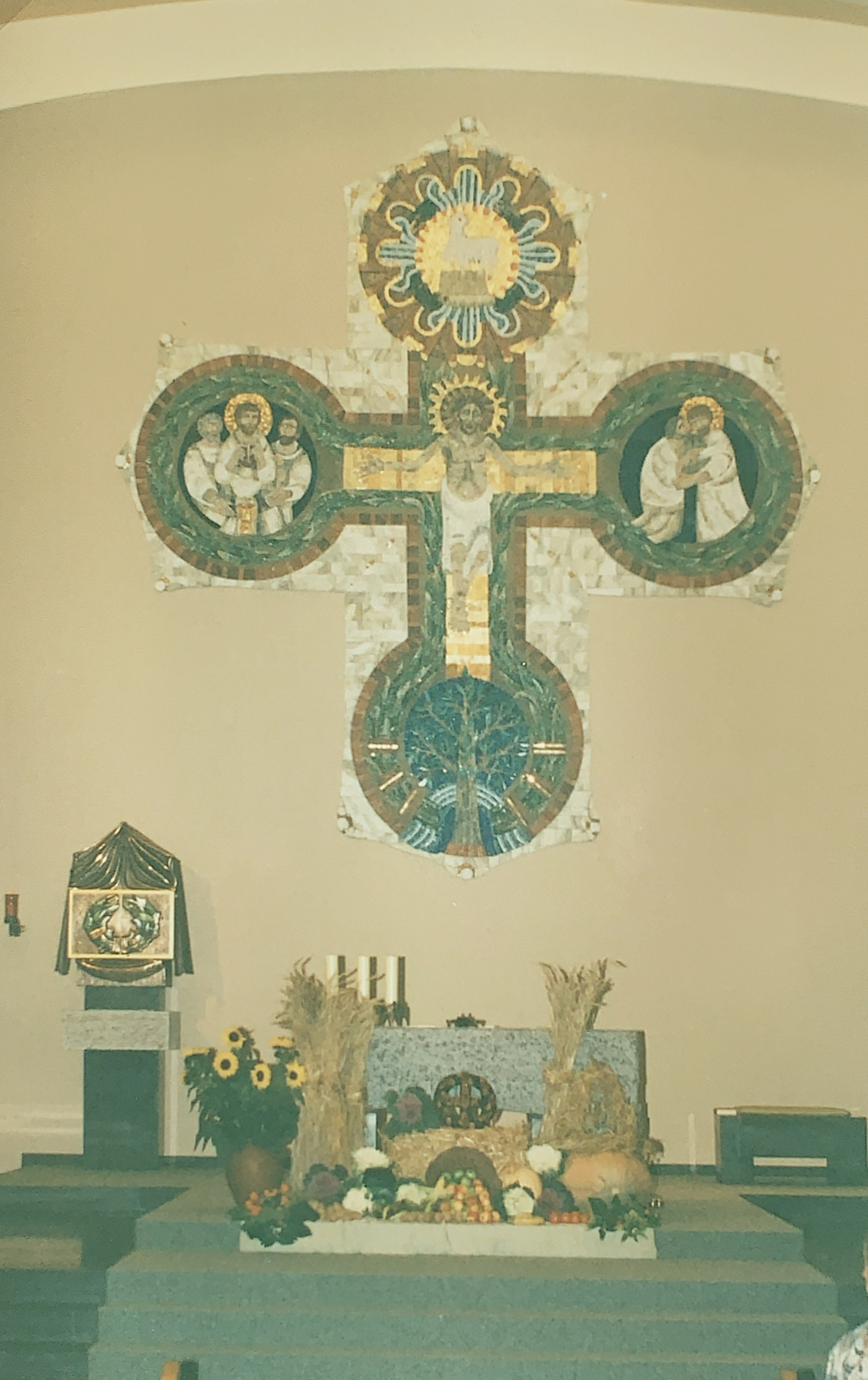
Altar und Kreuzmosaik

Der großzügige Altarraum wird durch das Kreuzmosaik an seiner Rückwand geprägt. Der Altar selbst besitzt einen Quarzstein an seiner Seite mit dem Wort „PAX“ (lat., „Frieden“).

## Kolpingfamilie
Von Anbeginn wirkten Mitglieder der Kolpingfamilie bei Arbeitseinsätzen für Bau-, Umbau- oder Renovierungsmaßnahmen oder beim Aufbau der Weihnachtskrippe mit, ebenso in kirchlichen Gremien.